# شاپرک ماه هندی
شاپرک ماه هندی (نام علمی: Actias selene) نام یک گونه از سرده شاپرک‌های ماه آسیایی-آمریکایی است.